# Pteris edanoi
Pteris edanoi är en kantbräkenväxtart som beskrevs av Edwin Bingham Copeland. Pteris edanoi ingår i släktet Pteris och familjen Pteridaceae. Inga underarter finns listade.